# Санта-Енграсія
Санта-Енграсія (порт. Santa Engrácia; МФА: [ˈsɐ̃.tɐ ẽ.ˈgɾa.si.ɐ]) — парафія в Португалії, у муніципалітеті Лісабон. Розташована в західній частині країни, на теренах історичної португальської провінції Ештремадура. Входить до складу округу Лісабон. За адміністративним поділом, чинним до 1976 року, терени парафії були складовою провінції Ештремадура. Належить до Лісабонського патріархату Католицької церкви. Патрон — свята Енграція. Площа — 0,5500 км². Населення — 5249 ос. (2011). Сильно урбанізований регіон. Густота населення — 9543,64 осіб/км²
. Код — 110629.

## Географія

Райони Лісабона
Зони Лісабона

## Населення
| Кількість мешканців | Кількість мешканців | Кількість мешканців | Кількість мешканців | Кількість мешканців | Кількість мешканців | Кількість мешканців | Кількість мешканців | Кількість мешканців | Кількість мешканців | Кількість мешканців | Кількість мешканців | Кількість мешканців | Кількість мешканців | Кількість мешканців |
| ------------------- | ------------------- | ------------------- | ------------------- | ------------------- | ------------------- | ------------------- | ------------------- | ------------------- | ------------------- | ------------------- | ------------------- | ------------------- | ------------------- | ------------------- |
| 1864                | 1878                | 1890                | 1900                | 1911                | 1920                | 1930                | 1940                | 1950                | 1960                | 1970                | 1981                | 1991                | 2001                | 2011                |
| 8 622               | 10 644              | 15 567              | 18 006              | 23 763              | 24 839              | 32 717              | 37 405              | 48 458              | 11 748              | 10 245              | 9 705               | 7 626               | 5 860               | 5 249               |